# Татарка (Київ)
Тата́рка — історична місцевість Києва. Простягається звивистим, вузьким узгір'ям між Подолом, Глибочицею, Щекавицею, Лук'янівкою, Юрковицею, Вовчим і Реп'яховим ярами. 
Основні вулиці: Лук'янівська, Стара Поляна, Князя Володимира Мономаха, Татарська, Нагірна, Макарівська, Загорівська, Половецька, Печенізька. 
Назва — від нижньогородських татар (переважно миловарів і торговців), які попервах оселилися поблизу нинішньої Татарської вулиці (названа в 60-ті роки XIX століття), а невдовзі влаштувалися на Подолі біля Житнього ринку. 
Забудована в другій половині XIX століття. Протягом 60—80-х років XX століття знесено майже всю стару забудову, що складалася переважно з одноповерхових будинків.

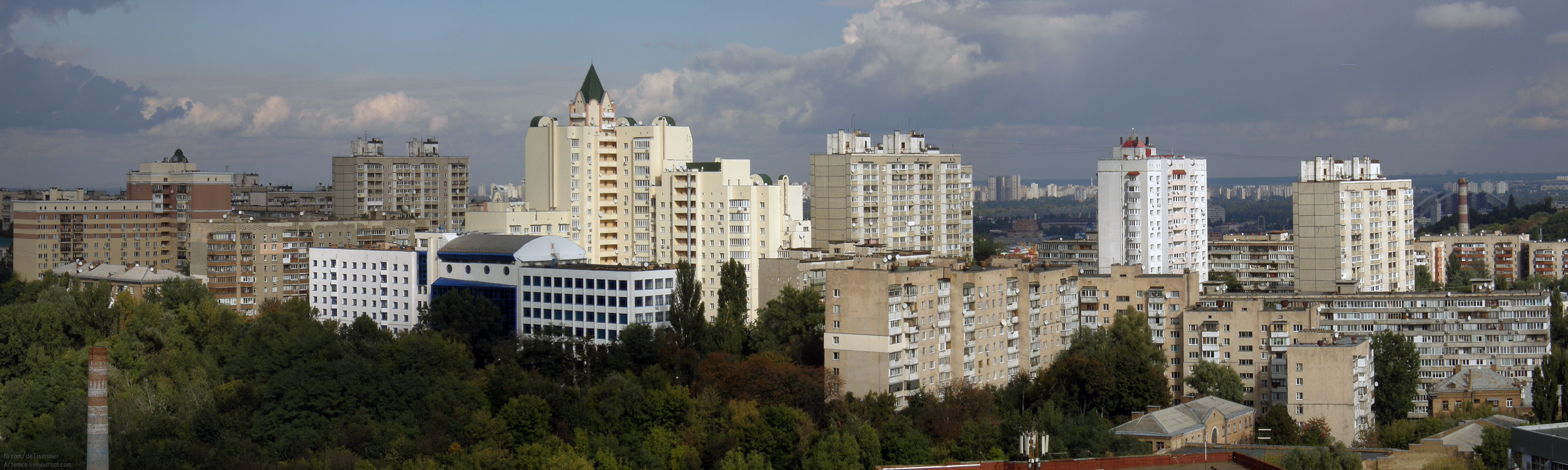
Панорама багатоповерхової забудови Татарки з заходу